# غدة كهريز
غدة كهريز هي قرية في مقاطعة مشكين شهر، إيران. يقدر عدد سكانها بـ 328 نسمة بحسب إحصاء 2016.